# Lehőcz Zsuzsa
Lehőcz Zsuzsa (Temesvár, 1988. május 12. –) magyar színésznő, bábművész.

## Életpályája
Temesváron született 1988-ban. Szülővárosában a Bartók Béla Elméleti Líceumban érettségizett. Színészként 2010-ben végzett  Kolozsváron, a Babeș–Bolyai Egyetemen és először a szombathelyi Mesebolt Bábszínház társulatához szerződött, majd a Dr. Bohóc Mosolyszolgálat Alapítvány és a Konvergens Sugárnyaláb Közösségi Színházi Társulás tagja volt. Vendégként szerepelt a Weöres Sándor Színházban és a zalaegerszegi Griff Bábszínházban is. Hét évet töltött Szombathelyen, majd egy évig szabadúszó volt.
Férjével, Takács Dániellel ösztöndíjasokként egy évet Indonéziában, Közép-Jáván, a Surakartai Művészeti Egyetemen töltöttetek, ahol tradicionális árnyjátékot tanultak, és a gamelán zenével és tánccal is megismerkedtek. 2019-től a debreceni Csokonai Nemzeti Színház színésznője. Zenészként több hangszeren is játszik.

## Színházi szerepeiből
- William Shakespeare: Szentivánéji álom... Hippolyta; Titánia
- Vaszilij Szigarev: Plasztilin... Ludmilla
- Federico García Lorca: Yerma... Fiatal nő
- Gerhart Hauptmann: Patkányok... Therese, Hassenreuter felesége
- Bogdan Edmund Szczepański: Akárki... Tudás
- Stephen Sondheim: Félúton a Fórum felé... Kurtizán
- Bornemisza Péter: Magyar Elektra... Chrisothemis, Elektrának húga
- Paul Maar: Tessék engem megmenteni!... szereplő
- Jorge Luis Borges: Baltasar Espinosa utolsó üdülése és üdvözülése... szereplő
- Krystyna Miłobędzka – Veres András: A haza... szereplő
- Grimm fivérek: Holle anyó... szereplő
- Grimm fivérek – Galuska László Pál: A farkas és a kecskegidák... szereplő
- Wilhelm Hauff – Tasnádi István – Lázár Zsigmond: A hideg szív... szereplő
- Jeles András: József és testvérei... szereplő
- Galuska László Pál –  Lázár Zsigmond: Madarak voltunk... szereplő
- Szabó T. Anna – Lázár Zsigmond: Világnak világa... szereplő
- Weöres Sándor: A holdbéli csónakos... szereplő
- Nemes Nagy Ágnes: Lila fecske... szereplő
- Szabó Magda: Tündér Lala... szereplő
- Lázár Ervin: A legkisebb boszorkány... szereplő
- Urbán Gyula: Minden egér szereti a sajtot... szereplő
- Szálinger Balázs – Monori András: Csodalámpa... szereplő
- Kolozsi Angéla – Rákos Péter – Sáry Bánk: Mumus a padláson... szereplő
- Gyulay Eszter – Kiss Erzsi: Nanga, a varázslónő – mese Afrikából... szereplő
- A kiváncsi kiscsikó... szereplő
- Dobronka cirkusz világszám... szereplő